# ابراهیم آقامحمدی
ابراهیم آقامحمدی نمایندهٔ دورهٔ نهم مجلس شورای اسلامی و عضو کمیسیون امنیت ملی و سیاست خارجی مجلس شورای اسلامی از حوزهٔ انتخابیهٔ خرم‌آباد و دوره در استان لرستان است. آقامحمدی در سال ۱۳۴۱ دریکی از روستاهای تابعه شهرستان خرم‌آباد زاده شد.

## زندگی
تحصیلات ابتدایی را در روستا و دوره راهنمایی و دبیرستان را در شهر خرم‌آباد به پایان برد. وی به مبارازات پنهان و آشکار با رژیم پهلوی و تلاش در جهت برقراری حاکمیت اسلامی روی آورد که در نتیجهٔ دوبار احضار ساواک به تحت تعقیب قرار گرفتن از جانب ساواک قرار گرفت که باعث گردید به زندگی مخفیانه در کنار فعالیت سیاسی اش در شهر خرم‌آباد تا انقلاب ۱۳۵۷ روی بیاورد. آقامحمدی پست‌های مدیریتی در سپاه پاسداران انقلاب اسلامی، سازمان بازرسی کل کشور، شورای نگهبان، دانشگاه تهران و مدیرعاملی کفش ملی را در سابقه خود دارد. همچنین به عنوان یک روزنامه‌نگار به نقد و نظر بررسی مسائل اجتماعی و اقتصادی، سیاسی، فرهنگی و هنری پرداخته و صاحب امتیاز و مدیر مسئول هفته نامه افلاک لرستان نیز می‌باشد.
وی در دور نهم مجلس شورای اسلامی با کسب و اختصاص دادن ۸۹۶۴۹رای (کسب بالاترین رای در تاریخ لرستان) ماخوذه به خود به عنوان نماینده مجلس شورای اسلامی شهر خرم‌آباد و دوره استان لرستان برگزیده شد؛ و در مجلس شورای اسلامی با توجه به سوابق شغلی و توانایی اش به کمیسیون امنیت ملی و سیاست خارجی مجلس شورای اسلامی پیوست.

## فعالیت‌ها

### سازمان بازرسی کل کشور
با انتخابات دوم خرداد ۱۳۷۶ و روی کار آمدن دولت سید محمد خاتمی؛ آقامحمدی که از مخالفین تفکرات و مشی خاتمی و جناح دوم خردادی‌ها بود دیگر نه در دولت جایی داشت و نه خود تمایلی به ماندن در دولت داشت؛ لذا به خواست سید ابراهیم رئیسی که در آن زمان رئیس سازمان بازرسی کل کشور بود به آن سازمان رفته و در سمت معاون رئیسی و همچنین نماینده ویژه رئیس سازمان بازرسی کل کشور می‌نشیند.

### شورای نگهبان و مجلس ششم
بعد از اتفاقات مجلس ششم شورای اسلامی و تنش‌های به وجود آمده با رهبر ایران و نهادهای تحت امر وی، شورای نگهبان که از نهادهای تحت امر رهبری ایران است و از این رو مخالف شدید نمایندگان تحصن کننده و امضا کننده‌های نامه به رهبری معروف به نامه جام زهر بود.
شورای نگهبان احتیاج به یک شخص کاملاً هم جهت با خود و در عین حال امنیتی جهت پرونده سازی و در نتیجه قلع و قم و رد صلاحیت مخالفین خود و رهبری برآمد تا دیگر در عرصه انتخابات‌های بعد از حضور آن افراد و هم اندیشانشان جلوگیری کند؛ و با توجه به سوابق و مشی ابراهیم آقامحمدی، وی را مناسب‌ترین فرد جهت تحقق خواسته خود دانسته و با درخواست و مشورت با سید ابراهیم رئیسی رئیس وقت سازمان بازرسی کل کشور که در آن زمان مسئول مستقیم آقامحمدی بود از وی خواستار انتقال آقامحمدی که یکی از معاونین کلیدی رئیسی بود جهت تحقق خواسته تمام اصولگرایان (جناح راست) و موافقین حکومت و رهبری شدند که با موافقت رئیسی؛ آقامحمدی به ریاست معاونت اسناد شورای نگهبان و ریاست اداره بررسی صلاحیت‌ها منصوب شد. اینگونه بود که وی با پرونده سازی علیه تمامی نماینده‌های امضاء کننده نامه به رهبری و حتی همفکران و موافقین و هر کسی که با آنها کوچکترین ارتباطی داشت و کاندید انتخابات شدند که در انتخابات بعدی بیش از ۴۰۰۰ نفر می‌شدند را رد صلاحیت کرد. این رد صلاحیت‌ها با تحصن و استعفاء جمعی از نمایندگان مجلس ششم روبرو شد.

### طرح بستن تنگه هرمز
آقامحمدی جزو اولین تهیه‌کنندگان طرح مسدود کردن تنگه هرمز در تیر ماه ۱۳۹۱ در کمیسیون امنیت ملی و سیاست خارجی مجلس شورای اسلامی ایران که موضوع آن، جلوگیری از تردد نفتکش‌هایی که از تنگه هرمز به کشورهای تحریم کننده ایران نفت حمل می‌کنند، به منظور پاسخ به تحریم‌های غرب می‌باشد. این طرح دقیقاً با شروع مانور بزرگ موشکی سپاه پاسداران به نام پیامبر اعظم ۷ تهیه و به امضاء بیش از ۱۰۰ نفر از نمایندگان مجلس درآمد.
در جریان رزمایش پیامبر اعظم۷، انواع موشک‌های بالستیک سپاه به صورت همزمان با شلیک از نقاط مختلف، هدفی واحد که شبیه‌سازی شده از پایگاه‌های کشورهای فرامنطقه‌ای است را در کویر ایران و نیز اهدافی در دریا را منهدم کردند.

### برجام
آقامحمدی که از مخالفان برجام بود در مصاحبه ای با سیاست روز گفت: 
 در برجام باید گفت که مهندسی افکار عمومی و بهتر است بگوییم نوعی فریب افکار عمومی صورت گرفت. واقعیت‌ها به جامعه گفته نشد اگر همان زمان رجوع کنید به مباحث کمیسیون امنیت ملی و سیاست خارجی مجلس شورای اسلامی می‌بینید که ما گفتیم که برجام تضمینی ندارد و باید بروید و آن را ضمانت دار کنید. تضمینی واقعی. تضمین‌دار شدن برجام این بود که این برجام در کنگره آمریکا تصویب شود.

همچنین در پاسخ به سؤال: [واقعا مخالفان برجام کاسب تحریم بودند؟] افزود: 
 خود جامعه قضاوت کند. ما آن زمان می‌گفتیم چرا باید زیر بار تعهدی برویم که طرف مقابل در برابر آن تعهدی نمی‌دهد که بخواهد آن را اجرا کند. در برجام حتی دولت آمریکا را ملزم نکردند که تحریم‌ها را لغو کند، آقای ظریف در مجلس گفت که تحریم‌ها لغو شده‌اند من همان روز بعدازظهر از آقای عراقچی پرسیدم این برجام در کمیسیون است آقای ظریف می‌گوید که تحریم‌ها لغو شد کجا آمده که لغو شد همه جا صحبت از تعلیق است. آمریکا دارای ۵۱ ایالت است و جالب آنکه حتی یکی از آنها نیز ملزم به تعلیق تحریم نشد چه رسد به لغو. مجلس نمایندگان آمریکا هم که می‌گفت من مخالف برجام هستم و در نهایت آقای ترامپ آمد و همه چیز را به هم ریخت.
ما مسئولیت داشتیم که برجام را بررسی کنیم و از صفر تا صد آن را بررسی کردیم و با کار کارشناسی به آن پرداختیم. واقعاً آن موقع ما یک ذره هم نگاه کار سیاسی نکردیم و با نگاه کارشناسی رفتار می‌کردیم. همان موقع برخی رسانه‌ها به من می‌گفتند که چرا مخالفت می‌کنید؟ گفتیم که ما مخالف نیستیم فقط برای ما ثابت کنند که خیر این برجام برای مملکت و مردممان کجاست ما طرفدار می‌شویم.
آن موقع همین مسئله را می‌گفتیم که برجام با این شرایط دستاوردی ندارد. همان موقع می‌گفتیم ما همه ایرانی هستیم و باید از منافع ایران دفاع کنیم که آبرومندانه باشد نباید از روی ترس یا خوشبینی کاری کنیم که همه ضرر کنیم. اما متأسفانه فضا را به سمتی هدایت کردند که رسانه‌ای که باید در مسیر منافع ملت خود یا ان‌جی‌اویی که در مسیر منافع کشورش باید هوشیار باشد و حرکت کند چشم و گوش بسته در مسیر حمایت از برجام پیش رفتند و نگذاشتند صداهایی که به حق به دنبال تحقق منافع کشور بودند و از برجام نقد می‌کردند به جایی برسد. آنها با کلاماتی مانند دلواپس‌ها، پایداری‌ها، کاسبان تحریم و از این دست جملات فضا را به سمتی بردند که ما را چنان معرفی کردند که چون در دولت گذشته بوده‌ایم و شکست خورده‌ایم این‌طور منتقد برجام هستیم. ما چه منافعی در دولت گذشته داشتیم!؟ مسئله ما منافع ملی بود.
نکته‌ای که وجود دارد این است که برخی هنوز بر این عقیده‌اند که اگر مثلاً در منطقه یا موشکی عقب‌نشینی می‌کردیم یا اینکه برخی از افراد که مسئول هم نبوده‌اند اگر برخی صحبت‌ها را نمی‌کردند برجام به نتیجه می‌رسید و می‌گویند ناکامی برجام به خاطر منتقدان بوده‌است.
اولا این را باید بگویم برای آنها که می‌گویند اگر موشکی یا در منطقه بودن ایران نبود برجام چنان و بهمان می‌شد، اگر همان اقدامات موشکی نبود اگر جسارت‌ها و رشادت‌های فرزندان انقلاب این مملکت نبود الان خانواده‌های همین‌ها که علیه موشکی صحبت می‌کنند در دستان تروریست‌ها بودند. سربازان بیگانه این ترس را نداشتند که اگر به ایران بیایند با پاسخ جوانان این مملکت مواجه می‌شوند تا الان به کشور حمله کرده بودند.

آقامحمدی در پاسخ به،[آیا می‌توان با اروپا به توافقی رسید که به قول آقای روحانی از سیب و گلابی برجام بهره‌مند شویم؟] گفت: 
 در بحث اروپا نمی‌گوییم که حتماً اروپا ما را بازی می‌دهد اما اروپا حتی اگر هم بخواهد نمی‌تواند با ما مراوده داشته باشد. اروپا در قبال تحریم‌های آمریکا اکنون در حالت التماس افتاده تا بخشیده شود، پس اینطور منافع ایران تأمین نمی‌شود. بر فرض اینکه در چهار گوشه بتواند معاملاتی هم انجام دهد اما در نهایت نمی‌تواند در مقابل آمریکا قرار گیرد.

### نطق ناتمام علی مطهری
در پی نطق میان دستور آقای علی مطهری در جلسه علنی یکشنبه ۲۱ دی ماه ۱۳۹۳ که وی به حصر خانگی آقایان میر حسین موسوی، مهدی کروبی و خانم زهرا رهنورد اعتراض می‌کرد چند نماینده و از جمله جواد کریمی قدوسی، ابراهیم آقامحمدی، محمدسعید انصاری و فرهاد بشیری او را از جایگاه پایین کشیدند.
در پی این ماجرا مسیح علی‌نژاد قمی با آقامحمدی تماس تلفنی برقرار کرده و به عنوان نماینده آزاد از وی توضیحی بابت موضوع و کتک زدن علی مطهری به دست وی را می‌خواهد که آقامحمدی از این مصاحبه سر باز زده و خطاب به علینژاد می‌گوید اولا بنده هیچ وقت مطهری را کتک نزدم و ثانیاً شما اگر متعلق به این آب و خاک بودید به دامن سرویس‌های غربی نمی‌رفتید. علینژاد در پاسخ می‌گوید از شما و امثال شما ترسیدم.

### ارتباط با رسانه‌ها
متن مصاحبه‌های ابراهیم آقامحمدی، نماینده مردم لرستان در مجلس شورای اسلامی با خبرگزاری‌های معتبر و متعدد داخلی از جمله خبرگزاری فارس، ایرنا، ایسنا، خبرگزاری مهر و پایگاه‌های خبری مهم از جمله وبگاه تابناک و قانون و موج و …. حکایت از اشرافیت وی به موضوعات اقتصادی خرد و کلان کشور و حوزه انتخابیه، سیاسی در بعد داخلی و بین‌الملل و اجتماعی دارد. اظهارنظرهای وی در خصوص مسائل امنیتی کشور، مسائل روز سیاست خارجی ایران، روابط با کشورهای منطقه و… باعث گردید که وی در سال ۱۳۹۱ شمسی بر مسند رسانه ای‌ترین نماینده غرب کشور در مجلس نهم شورای اسلامی تکیه زند.

### انتشار کتاب
دو کتاب تحت عناوین «قبیله تزویر» و «بوم و باور» از وی منتشر شده‌است.